# شولتو مارکون
شولتو مارکون (انگلیسی: Sholto Marcon; ۳۱ مارس ۱۸۹۰ – ۱۷ نوامبر ۱۹۵۹) بازیکن هاکی روی چمن اهل بریتانیا بود.